# الزیو
الزیو (به ایتالیایی: Alezio) یک سکونتگاه مسکونی در ایتالیا است که در استان لچه واقع شده‌است.

## خصوصیات
الزیو ۱۶ کیلومترمربع مساحت و ۵٬۲۳۳ نفر جمعیت دارد و ۷۵ متر بالاتر از سطح دریا واقع شده‌است.